# درل بی
درل بی (به انگلیسی: Darrell Bay) یک منطقهٔ مسکونی در کانادا است که در بریتیش کلمبیا واقع شده‌است.